# بنجامين د. وود
بنجامين د. وود (بالإنجليزية: Benjamin D. Wood) هو عالم نفس أمريكي، ولد في 10 نوفمبر 1894 في براونزفيل في الولايات المتحدة، وتوفي في 6 يوليو 1986 في مقاطعة ويستتشستر في الولايات المتحدة.